# Renault (cognac)
 For alternative betydninger, se Renault (flertydig). (Se også artikler, som begynder med Renault)
Renault (fransk udtale: [ʁəno]) er en fabrikant af cognac, som blev grundlagt i 1835 af Jean-Antonin Renault i området Cognac i det sydvestlige Frankrig. Antonin Renault rejste meget, og han begyndte at sælge cogna på sine rejser i Skandinavien, Tyskland, Østeuropa, Island, Amerika og Asien. Renault var den første cognac-producent der transporterede cognac i flasker i stedet for tønder, hvilket garanterede at smagen forblev ensartet således at kvaliteten forblev den samme.
Produktionen er siden blevet slået sammen med Castillon og Bisquit Dubouché og har nu sæde i Rouillac i Charente, som er en landsby nær Château de Lignères. I 2010 blev mærket opkøbt af finske Altia.
Et velkendt produkt på det internationale marked er Renault Carte Noir, i Norden populært kaldet "Sort Renault".